# 33503 Dasilvaborges
33503 Dasilvaborges è un asteroide della fascia principale. Scoperto nel 1999, presenta un'orbita caratterizzata da un semiasse maggiore pari a 2,3887342 UA e da un'eccentricità di 0,0926536, inclinata di 2,89605° rispetto all'eclittica.